# Tinaksite
La tinaksite è un minerale.